# LOUD (esport)
LOUD est une équipe brésilienne d'esport, créée le 28 février 2019 par l'influenceur Bruno "PlayHard" Bittencourt Carvalho Oliveira, en compagnie des investisseurs Jean Ortega et Matthew Ho. À l'origine fondé en tant qu'équipe sur le jeu Free Fire, très populaire au Brésil, l'équipe grandit à une vitesse phénoménale, devenant en quelques années l'une des équipes les plus suivies en Amérique Latine et dans le monde.
Très engagé dans la création de contenu et l'implication de ses influenceurs, il s'agit de l'équipe la plus suivie du Brésil sur les réseaux sociaux. Le club est également engagé sur Fortnite et sur les jeux Riot Games, possédant des équipes franchisées dans les championnats des Amériques, en LTA sur League of Legends et en VCT Americas sur Valorant, où il a été champion du monde en 2022.

## Histoire
LOUD a été fondé le 28 février 2019 par le YouTuber Bruno "PlayHard" Oliveira, accompagné par deux entrepreneurs : Jean Ortega et Matthew Ho. En fondant l'équipe, le but premier  est de participer à la ligue brésilienne de Free Fire, un jeu de battle royale sur mobile très populaire en Amérique Latine.
En parallèle, LOUD s'est concentré sur la création de contenu sur YouTube. L'implication des influenceurs qu'ils recrutent et des acteurs est au cœur du projet. Cet vision lui a valu des comparaisons à FaZe Clan, une autre équipe esport qui a explosé en popularité via la création de contenu. Poussé par le succès de son fondateur PlayHard, LOUD est devenue la première organisation brésilienne d'esports à atteindre le milliard de vues sur sa chaîne moins d'un an après sa création.
Fin 2020, Riot Games annonce l'arrivée de LOUD parmi les 10 équipes sélectionnées pour participer au championnat brésilien franchisé de League of Legends, le CBLOL. En 2024, Riot Games renouvelle sa confiance en incluant LOUD parmi les 7 équipes franchisées pour la conférence sud de sa nouvelle ligue panaméricaine, la LTA.
Preuve de son impact et de sa popularité, en 2021, LOUD a été l'équipe qui a gagné le plus de followers sur Twitter et est devenue la plus suivie sur Instagram. En août de la même année, LOUD est devenue le quatrième club esport le plus regardé au monde sur Twitch.
En 2022, LOUD annonce son équipe une nouvelle équipe, sur Valorant, en recrutant une équipe libre de tout contrat : pANcada e amigos. Quelques mois plus tard, sous les couleurs du club brésilien, cette même équipe devient champion du monde sur le jeu, combinant son succès populaire local à un succès sportif international.
Le 28 octobre 2022, LOUD annonce l'arrivée de l'influenceur sportif Luva de Pedreiro, en tant qu'ambassadeur. Fin 2023, c'est au tour du joueur de football Vinícius Júnior de faire son arrivée au club en tant que nouvel ambassadeur, disposant également d'un siège au sein du conseil d'administration. En juin 2024, c'est Darlan Souza, star locale du volley-ball, qui devient ambassadeur du club.
Le 13 juin 2024, grâce au programme de soutien des clubs partenaires de l'Esports World Cup, LOUD annonce son arrivée sur des nouveaux jeux pour l'événement : Fortnite, où il signe son retour ainsi que sur Rocket League et EA Sports FC, qui s'avéreront être des équipes éphémères, le club fermant ces deux sections une fois la compétition terminée.

## Free Fire
La première équipe de LOUD est sur Free Fire, où ils participent au championnat brésilien. Le club a été deux fois champion du Brésil, lors de la première moitié de saison en 2021 et en 2023. Il a également été vice-champion du monde de la première moitié de saison 2021.

### Effectif
| Nat. | Pseudo | Nom                   | Rôle   | Date d'entrée   |
| ---- | ------ | --------------------- | ------ | --------------- |
|      | Cauan7 | Cauan Santos da Silva | Joueur | 19 janvier 2021 |
|      | Lost   | Luan Souza            | Joueur | 17 janvier 2022 |
|      | DRAXX7 | Victor Borges         | Joueur | 9 mars 2023     |
|      | Yago   | Yago Vinicius         | Joueur | 26 janvier 2024 |

|  | Frois | Marcos Vinicius Rosa Frois | Coach | 11 janvier 2021 |

## League of Legends

### Domination en CBLOL (2020-2024)
LOUD rejoint League of Legends le 2 octobre 2020, après que Riot Games les ait choisi pour la saison 2021 de CBLOL, la ligue franchisée brésilienne. La saison 2021 sert au club à prendre ses repères, la majorité de ses concurrents étant des clubs présents depuis plusieurs années sur la scène. Dans les deux segments de la saison, le club parvient à se qualifier en play-offs mais ne gagne aucun match, terminant à la 5-6e place.
En 2022, LOUD manque la qualification en play-offs au printemps, finissant 7e. Le club remplace alors deux de ses joueurs par le coréen Park "Croc" Jong-hoon et le tout jeune Diego "Brance" Amaral, 18 ans à peine. Le pari est gagnant et non seulement, le club retrouve les play-offs en été, mais en plus il parvient à décrocher le premier titre de son histoire, en battant paiN Gaming en finale. Le club est ainsi qualifié pour le premier championnat du monde de son histoire. Le Brésil étant une région mineure sur le jeu, il doit commencer en play-ins. Ils s'extirpent de la phase de groupe, avec notamment une victoire de prestige face à Fnatic, une équipe de région majeure. Brance devient également un meme en montrant sur son biceps l'expression "bot gap" (expression qui signifie qu'il y a un écart de niveau entre deux joueurs du même poste) après avoir tué un joueur Fnatic. Cependant, LOUD sera éliminé dans une rencontre éliminatoire par les Japonais de DetonatioN FocusMe.
En 2023, malgré le départ de Brance, remplacé par un second coréen, Moon "Route" Geom-su, LOUD domine sa région en s'adjugeant les deux titres nationaux. Mais l'équipe stagne à l'international. Au Mid-Season Invitational 2023 puis aux championnats du monde 2023, LOUD parvient à gagner un match, mais à perdre les deux autres, ce qui signe son élimination à chaque fois.
En 2024, LOUD glane un quatrième titre de champion du Brésil consécutif, mais ne parvient pas à gagner la moindre partie au MSI 2024. La régression de LOUD se confirme durant l'été, finissant 4e du championnat et contraint de laisser sa couronne pour la première fois depuis 2022. Dans le cadre de la restructuration des championnats américains, LOUD est choisi comme l'une des 7 équipes de la conférence sud du nouveau championnat pan-américain, la LTA.

### Effectif
| Nat. | Pseudo  | Nom            | Rôle     | Date d'entrée    |
| ---- | ------- | -------------- | -------- | ---------------- |
|      | Robo    | Leonardo Souza | Toplaner | 15 décembre 2021 |
|      | Wiz     | Na Yoo-joon    | Jungler  | 23 décembre 2024 |
|      | tinowns | Thiago Sartori | Midlaner | 15 décembre 2021 |
|      | Route   | Moon Geom-su   | Botlaner | 14 décembre 2022 |
|      | Winsome | Kim Dong-keon  | Support  | 23 décembre 2024 |

|  | Aoshi      | Franklin Coutinho               | Coach             | 23 décembre 2024 |
|  | Sephis     | Diego Alejandro de Alencar Jara | Coach stratégique | 23 décembre 2024 |
|  | SrVenancio | Victor Santos                   | Analyste          | 23 décembre 2024 |

## Valorant

### Succès immédiat puis franchise (2022-2024)

#### Saison 2022
LOUD rentre sur Valorant le 3 février 2022, en signant l'équipe de joueurs libres "pANcada e Amigos", qui s'est qualifié pour le tournoi régional VCT Challengers: Brazil en battant plusieurs organisations professionnelles, notamment Made in Brazil. L'équipe est composé de Bryan "pANcada" Luna da Silva, Erick "Aspas" Santos, Gustavo "Sacy" Rossi, Felipe "Less" Basso et de l'Argentin Matias "Saadhak" Delipotro en tant que in-game leader. L'équipe est coachée par Matheus "bzka" Tarasconi L'équipe domine son sujet, ne perdant qu'une seule carte sur l'ensemble de la compétition et est qualifié aux Masters Reykjavik. Qualifié directement pour les play-offs, l'équipe bat successivement Team Liquid, G2 Esports et les Américains d'OpTic Gaming pour se hisser en grande finale. Ils retrouvent alors OpTic Gaming pour une seconde confrontation, qui cette fois-ci, sourit aux Américains. Les brésiliens passent à quelques doigts du graal dès son tout premier tournoi Valorant.
LOUD continue de dominer sa région de manière implacable et se qualifie aux Masters de Copenhague en ne perdant aucune carte. Cependant, les brésiliens doivent commencer depuis les play-ins, conséquence de la défaite en barrages du vice-champion brésilien Ninjas in Pyjamas face au vice-champion latino-américain KRÜ Esports, qui détermine également qui du champion brésilien ou du champion latino-américain commence directement en play-offs. En groupes, LOUD tombe d'entrée face à cette même équipe de KRÜ et doit alors jouer un match éliminatoire face à OpTic Gaming. Pour la seconde fois de la saison, les Américains éliminent les Brésiliens, qui finissent parmi les deux derniers de cette compétition.
Malgré cette défaite, la finale en Islande et la domination locale de LOUD suffit à les qualifier directement aux championnats du monde 2022 à Istanbul. En groupes, l'équipe se retrouve encore une fois dans la même poule que OpTic Gaming et pour la troisième fois consécutive, ce sont les Américains qui en ressortiront victorieux. Cependant, LOUD se qualifie malgré tout, en battant les Japonais de ZETA DIVISION par deux fois pour sécuriser leur place en play-offs. Les brésiliens battent alors les sud-américains de Leviatán puis les coréens de DRX avant de se retrouver pour la 5e fois de l'année opposés à OpTic. Cependant, pour la première fois depuis mars, ce sont les Brésiliens qui l'emportent et sécurisent leur billet pour la grande finale, qui va les opposer une nouvelle fois à OpTic. Dans une 6e et ultime confrontation directe, LOUD parvient à décrocher un succès 3-1 et devient champion du monde dès sa première année sur le jeu.

#### Saison 2023
Le 23 octobre 2022, LOUD est sélectionné parmi 10 équipes pour le nouveau championnat pan-américain franchisé de Valorant : le VCT Americas. Son rival de l'année OpTic Gaming, lui, n'a pas été choisi. Durant l'intersaison, Sacy et pANcada rejoignent les Américains de Sentinels. Ils sont remplacés par Arthur "tuyz" Vieira et le jeune Cauan "cauanzin" Pereira. Le coach bzka est remplacé par l'Américain Daniel "fRoD" Montaner.
La saison 2023 de LOUD commence chez eux au LOCK//IN, à São Paulo. C'est un tournoi à élimination directe réunissant les 30 équipes franchisées et 2 équipes chinoises. LOUD, grand favori, commence fort en éliminant Gen.G Esports et la Karmine Corp. En quarts-de-finale, les Brésiliens rencontre NRG Esports, qui a repris 3 des 5 membres de OpTic Gaming. Dans une suite spirituelle de la rivalité de l'année dernière, LOUD, poussé par son public, l'emporte. Ils parviennent ensuite à rejoindre la finale en remportant sa demi-finale face à DRX 3-2. En finale, face au club anglais de Fnatic, la rencontre est de nouveau très disputée. Cependant lors de la 5ème et dernière manche, LOUD prend un énorme avantage de 11 à 3, à deux points du titre. Mais l'équipe brésilienne s'écroule subitement, laissant Fnatic rattraper son retard et renverser le cours du match. LOUD perd la dernière carte 12 à 14 et laisse son titre à domicile s'envoler.
L'échec est rapidement digéré, LOUD terminant champion de la première édition des VCT Americas en battant NRG en finale. Cependant, aux Masters Tokyo, LOUD est éliminé dès son entrée en lice par les Evil Geniuses et Edward Gaming. Qualifiés également aux championnats du monde 2023 à Los Angeles, l'équipe se reprend et se qualifie pour les play-offs. Ils finiront le tournoi sur la 3ème marche du podium, battus par les deux finalistes du tournoi : Paper Rex et Evil Geniuses. En guise de consolation, les brésiliens ont pu se venger de leur défaite à domicile au LOCK//IN, LOUD ayant battu Fnatic par deux fois en play-offs. L'équipe britannique, vainqueur à São Paulo et à Tokyo, était sur la voie d'un triplé historique.

#### Saison 2024
Fin 2023 c'est au tour de aspas, devenu une star du jeu, de quitter le club, au profit de Leviatán. LOUD recrute Gabriel "qck" Lima pour le remplacer tandis que fRoD est remplacé par Pedro "Peu" Lopes. LOUD commence sa saison avec une 2e place au tournoi kickoff des VCT Americas et une 4e place aux Masters Madrid. Cependant, l'équipe ne progresse pas en première partie de saison régulière et finit 5-6e, insuffisant pour se qualifier aux Masters Shanghai. C'est la première fois depuis son arrivée sur Valorant que le club loupe un événement international. Conséquence immédiate : qck quitte le club et est remplacé par pANcada qui revient au bercail après avoir été mis sur le banc par Sentinels. Cependant, sans duelliste dédié, LOUD stagne et ne parvient pas à se qualifier pour les play-offs de sa région, signant la fin de sa saison.

#### Saison 2025
Fin 2024, le club laisse partir Less et Saadhak en France, respectivement chez Team Vitality et Karmine Corp. Le club mise alors sur deux éléments d'expérience : Douglas "dgzin" Silva et Vinicius "v1nNy" Gonçalves. Coach assistant depuis 2 ans, Jordan "stk" Nunes est promu coach principal.

### Équipe Game Changers (2023-2024)
Le 8 mars 2023, LOUD annonce son équipe Valorant Game Changers (circuit parallèle réservé aux femmes et autres genres marginalisés). LOUD a été la seconde meilleure équipe du Brésil en 2023, finissant deuxième de la majorité des compétitions locales derrière Team Liquid Brazil. Une constance cependant insuffisante pour se qualifier aux championnats du monde. LOUD est ensuite invité à jouer au KCX3 à la salle de Paris La Défense Arena face à l'équipe Game Changers de la Karmine Corp. Les Brésiliennes s'imposent contre les Françaises 1-0. En 2024, l'équipe se fait passer devant par l'équipe Game Changers de Made in Brazil, finissant 3ème de la région. Fin 2024, LOUD annonce fermer sa section Game Changers.

### Effectif
| Nat. | Pseudo   | Nom                          | Rôle           | Date d'entrée    |
| ---- | -------- | ---------------------------- | -------------- | ---------------- |
|      | cauanzin | Cauan Pereira                | Joueur         | 10 novembre 2022 |
|      | tuyz     | Arthur Vieira                | Joueur         | 10 novembre 2022 |
|      | pANcada  | Bryan Vinicius Luna da Silva | Joueur         | 12 juin 2024     |
|      | dgzin    | Douglas Silva                | Joueur         | 16 novembre 2022 |
|      | v1nNy    | Vinicius Gonçalves           | In-game Leader | 16 novembre 2024 |

|  | stk | Jordan Nunes    | Coach           | 16 novembre 2024 |
|  | mat | Matheus Dourado | Coach assistant | 9 décembre 2024  |

## Fortnite

### Effectif
| Nat. | Pseudo  | Nom                         | Rôle   | Date d'entrée |
| ---- | ------- | --------------------------- | ------ | ------------- |
|      | Diguera | Rodrigo Eifler Santa Helena | Joueur | 13 juin 2024  |
|      | Gabzera | Luan Souza                  | Joueur | 13 juin 2024  |
|      | KING    | Bryan Eric Carvalho Nunes   | Joueur | 13 juin 2024  |
|      | Night   | Alex Andrade                | Joueur | 13 juin 2024  |

|  | Dias | Inconnu | Coach | 13 juin 2024 |